# 全州 (古代)
全州（ぜんしゅう）は、中国にかつて存在した州。五代十国時代から民国初年にかけて、現在の広西チワン族自治区桂林市北東部に設置された。

## 概要
939年（天福4年）、楚の馬希範により潭州の湘川県は清湘県と改称され、全州が置かれた。灌陽県を分割して全州に帰属させ、清湘県に州治を置いた。
宋のとき、全州は荊湖南路に属し、清湘・灌陽の2県を管轄した。
1276年（至元13年）、元により全州安撫司が置かれた。1277年（至元14年）、全州安撫司は全州路総管府と改められた。全州路は湖広等処行中書省に属し、録事司と清湘・灌陽の2県を管轄した。
1368年（洪武元年）、明により全州路は全州府と改められた。1376年（洪武9年）、全州府は全州に降格した。全州は桂林府に属し、灌陽県を管轄した。
清のとき、全州は桂林府に属し、属県を持たない散州となった。
1913年、中華民国により全州は廃止され、全県と改められた。